# 世人章
《世人章》（阿拉伯语：‎）是穆斯林圣书《古兰经》第114篇苏拉（即章节），也是最后一篇苏拉，篇幅很短，只有6句阿亞（即节句）。该篇降示在麦加早期，主要是在向真主安拉，伊斯兰教唯一的神，请求保护免受伊布力斯，伊斯兰教唯一的恶魔，的侵害。穆斯林有个传统聖行，会在生病时期或睡前朗读这篇苏拉。